# أوليفر باترورث
أوليفر باترورث (بالإنجليزية: Oliver Butterworth)‏ هو كاتب للأطفال وكاتب أمريكي، ولد في 23 مايو 1915 في هارتفورد في الولايات المتحدة، وتوفي في 17 سبتمبر 1990 في West Hartford, Connecticut ‏ في الولايات المتحدة بسبب سرطان.

## وصلات خارجية
- أوليفر باترورث على موقع الموسوعة البريطانية (الإنجليزية)